# Nandus nebulosus
Nandus nebulosus is een straalvinnige vissensoort uit de familie van nanderbaarzen (Nandidae). De wetenschappelijke naam van de soort is voor het eerst geldig gepubliceerd in 1835 door Gray.